# Raión de Korop
Kórop (en ucraniano: Коропський район) fue un raión o distrito de Ucrania en el óblast de Chernígov. En la reforma territorial de 2020, su territorio fue incluido en el raión de Nóvgorod-Síverski.
Comprendía una superficie de 1312 km².
La capital era el asentamiento de tipo urbano de Kórop.

## Demografía
Según estimación 2010 contaba con una población total de 32139 habitantes.

## Otros datos
El código KOATUU es 7422200000. El código postal 16200 y el prefijo telefónico +380 4656.